# Juliane Köhler
Juliane Köhler (* 6. srpna 1965, Göttingen) je německá herečka.

## Umělecká kariéra
V New Yorku studovala herectví v letech 1985–1988. Věnovala se také baletu v Mnichově. Poprvé v divadle vystoupila v roce 1988 v Hannoveru. V mnichovském divadle Bayerisches Staatsschauspiel měla angažmá v letech 1993–1997. Ve filmech ztvárnila mj. postavy správcovy manželky Jettel Redlichové v dramatu Nikde v Africe či Evy Braunové v historickém snímku Pád Třetí říše.

## Vybraná filmografie
| Rok  | Název             | Role                      | Poznámky     |
| ---- | ----------------- | ------------------------- | ------------ |
| 1999 | Aimee a Jaguár    | Lilly Wust                |              |
| 1999 | Kulička a Toník   | Bettina Poggeová          |              |
| 2001 | Nikde v Africe    | Jettel Redlich            |              |
| 2004 | Pád Třetí říše    | Eva Braunová              |              |
| 2008 | Žena v Berlíně    | Elke                      |              |
| 2008 | Okamžik vzkříšení |                           |              |
| 2008 | Haber             | Clara Haberová            |              |
| 2009 | Ráj na západě     |                           |              |
| 2010 | Tichý život       |                           |              |
| 2012 | Dva životy        | Katrine Evensen Myrdalová |              |
| 2016 | Králův nesouhlas  | Diana Müllerová           |              |
| 2021 | France            | Mme Arpelová              | Postprodukce |